# 11372 Aditisingh
11372 Aditisingh eller 1998 QP41 är en asteroid i huvudbältet som upptäcktes den 17 augusti 1998 av LINEAR i Socorro County, New Mexico. Den är uppkallad efter Aditi Singh.
Asteroiden har en diameter på ungefär 6 kilometer och den tillhör asteroidgruppen Koronis.